# 大鳍珍灯鱼
大鳍珍灯鱼（学名：Lampanyctus macropterus）为輻鰭魚綱燈籠魚目灯笼鱼科珍灯鱼属的鱼类。分布于太平洋、印度洋、大西洋以及南海等海域，多见于热带和亚热带海域，為深海魚類，棲息深度可達2091公尺，體長可達6.8公分。

## 扩展阅读
維基物種上的相關：大鳍珍灯鱼